# WWE Women's Speed Championship
O WWE Women's Speed Championship (em português Campeonato Feminino Speed da WWE) é um campeonato de luta livre profissional criado e promovido pela promoção americana WWE, que está disponível para lutadoras de todas as três divisões de marca da empresa. Introduzido em 9 de agosto de 2024, possui a estipulação de que as lutas tem limite de tempo de cinco minutos e são transmitidas exclusivamente no programa online da WWE Speed. O atual campeã é Sol Ruca, que derrotou a campeã anterior Candice LeRae durante as gravações de Speed em 11 de abril de 2025 (exibido em 16 de abril).

## História

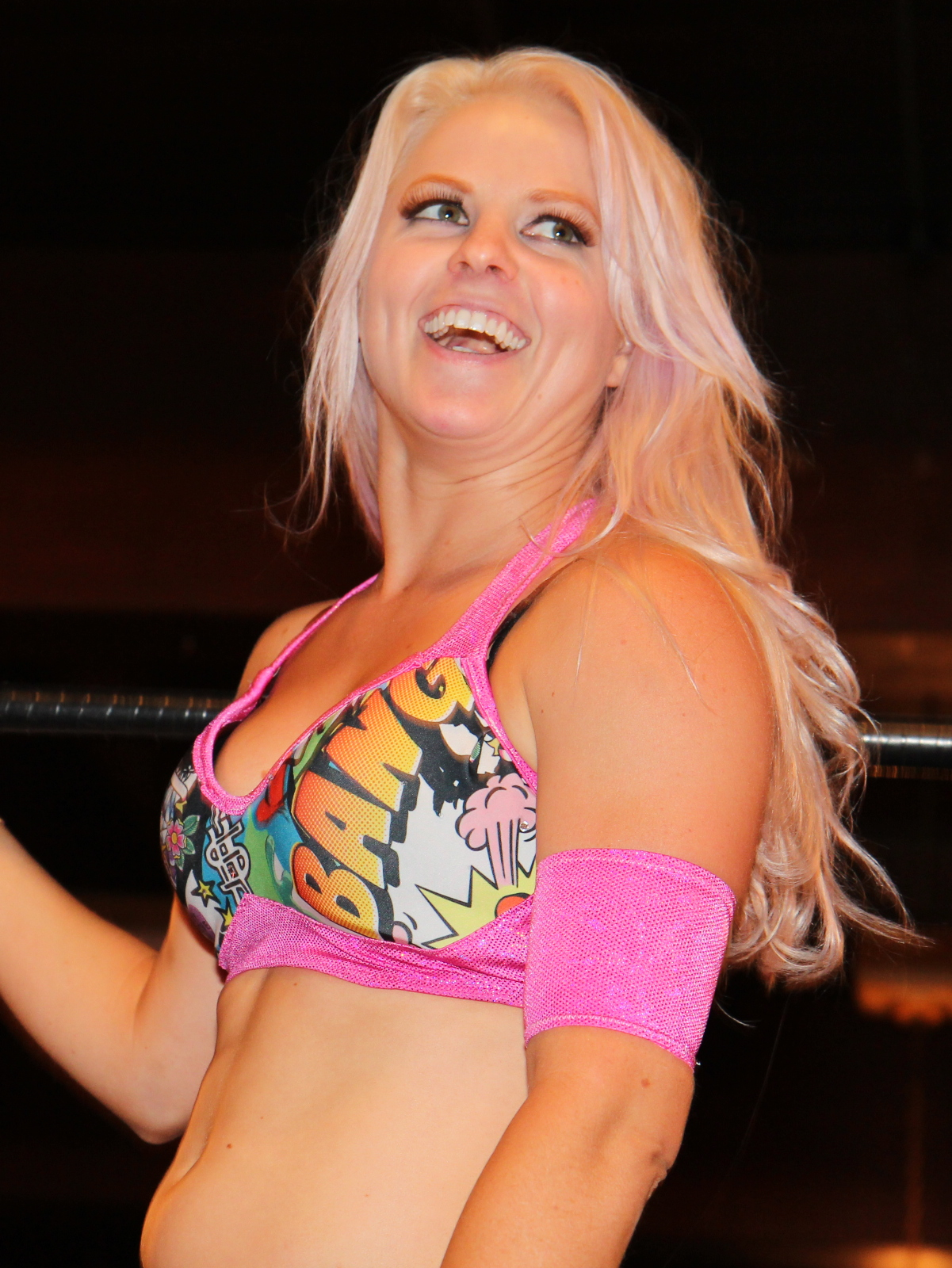
Campeã inaugural Candice LeRae

Em 9 de fevereiro de 2024, a promoção americana de wrestling profissional WWE anunciou uma parceria com o X para apresentar Speed, uma série de vídeos semanais para transmitir exclusivamente na plataforma de mídia social, que começou a ser veiculada em abril. O programa apresenta combates entre lutadores de todas as três marcas da WWE - Raw, SmackDown e a marca de desenvolvimento NXT — e as lutas têm um limite de três minutos para episódios regulares. Speed originalmente apresentava lutas apenas com lutadores masculinos, com episódios especiais para o WWE Speed Championship tendo um limite de tempo de cinco minutos.
Em 1º de maio de 2024, o diretor de conteúdo da WWE Paul "Triple H" Levesque confirmou que o programa também apresentaria lutas femininas. Isso levou a um anúncio oficial em 9 de agosto de 2024, onde ele anunciou que um torneio para o primeiro WWE Speed Women's Championship começaria em 4 de setembro de 2024.

### Torneio inaugural
As participantes do torneio inaugural do WWE Speed Women's Championship foram revelados em 23 de agosto de 2024.
|  | Quartas de final Speed (exibição de 4 a 25 de setembro) | Quartas de final Speed (exibição de 4 a 25 de setembro) | Quartas de final Speed (exibição de 4 a 25 de setembro) |               |            | Semifinais (exibido de 2 a 5 de outubro) | Semifinais (exibido de 2 a 5 de outubro) | Semifinais (exibido de 2 a 5 de outubro) |  |  | Final (exibido em 9 de outubro) | Final (exibido em 9 de outubro) | Final (exibido em 9 de outubro) |  |
|  |                                                         |                                                         |                                                         |               |            |                                          |                                          |                                          |  |  |                                 |                                 |                                 |  |
|  | 1                                                       | Lyra Valkyria                                           | 2:18                                                    |               |            |                                          |                                          |                                          |  |  |                                 |                                 |                                 |  |
|  | 1                                                       | Lyra Valkyria                                           | 2:18                                                    |               |            |                                          |                                          |                                          |  |  |                                 |                                 |                                 |  |
|  | 8                                                       | Iyo Sky                                                 | Pin                                                     |               |            |                                          |                                          |                                          |  |  |                                 |                                 |                                 |  |
|  | 8                                                       | Iyo Sky                                                 | Pin                                                     |               | Iyo Sky    | Iyo Sky                                  | Pin                                      |                                          |  |  |                                 |                                 |                                 |  |
|  |                                                         |                                                         |                                                         |               | Iyo Sky    | Iyo Sky                                  | Pin                                      |                                          |  |  |                                 |                                 |                                 |  |
|  |                                                         |                                                         | Naomi                                                   | Naomi         | 2:38       |                                          |                                          |                                          |  |  |                                 |                                 |                                 |  |
|  | 4                                                       | Blair Davenport                                         | Naomi                                                   | Naomi         | 2:38       | 2:36                                     |                                          |                                          |  |  |                                 |                                 |                                 |  |
|  | 4                                                       | Blair Davenport                                         |                                                         |               |            |                                          |                                          |                                          |  |  |                                 |                                 |                                 |  |
|  | 5                                                       | Naomi                                                   | Sub                                                     |               |            |                                          |                                          |                                          |  |  |                                 |                                 |                                 |  |
|  | 5                                                       | Naomi                                                   | Sub                                                     |               | Iyo Sky    | Iyo Sky                                  | 3:48                                     |                                          |  |  |                                 |                                 |                                 |  |
|  |                                                         |                                                         |                                                         |               |            |                                          |                                          |                                          |  |  |                                 |                                 |                                 |  |
|  |                                                         |                                                         | Candice LeRae                                           | Candice LeRae | Pin        |                                          |                                          |                                          |  |  |                                 |                                 |                                 |  |
|  | 2                                                       | Elektra Lopez                                           | Candice LeRae                                           | Candice LeRae | Pin        | 2:33                                     |                                          |                                          |  |  |                                 |                                 |                                 |  |
|  | 2                                                       | Elektra Lopez                                           |                                                         |               |            |                                          |                                          |                                          |  |  |                                 |                                 |                                 |  |
|  | 7                                                       | Kairi Sane                                              | Pin                                                     |               |            |                                          |                                          |                                          |  |  |                                 |                                 |                                 |  |
|  | 7                                                       | Kairi Sane                                              | Pin                                                     |               | Kairi Sane | Kairi Sane                               | 2:28                                     |                                          |  |  |                                 |                                 |                                 |  |
|  |                                                         |                                                         |                                                         |               | Kairi Sane | Kairi Sane                               | 2:28                                     |                                          |  |  |                                 |                                 |                                 |  |
|  |                                                         |                                                         | Candice LeRae                                           | Candice LeRae | Pin        |                                          |                                          |                                          |  |  |                                 |                                 |                                 |  |
|  | 3                                                       | Candice LeRae                                           | Candice LeRae                                           | Candice LeRae | Pin        | Pin                                      |                                          |                                          |  |  |                                 |                                 |                                 |  |
|  | 3                                                       | Candice LeRae                                           |                                                         |               |            |                                          |                                          |                                          |  |  |                                 |                                 |                                 |  |
|  | 6                                                       | Piper Niven                                             | 2:37                                                    |               |            |                                          |                                          |                                          |  |  |                                 |                                 |                                 |  |

## Reinados

Atual campeã, Sol Ruca.

A partir de 10 de junho 2025, houve duas campeãs. A campeã inaugural foi Candice LeRae. A atual campeã é Sol Ruca, do NXT, que derrotou LeRae durante as gravações de "Speed" em 11 de abril de 2025 (exibido em 16 de abril).
| N.º               | Ordem do reinado na história                               |
| Reinado           | Número do reinado daquele lutador                          |
| Dias              | Número de dias em que manteve o título                     |
| Dias reconhecidos | Número de dias que o reinado foi reconhecido pela promoção |
| +                 | Indica o reinado atual                                     |

|   | WWE: Raw, SmackDown, e NXT |                      |       |           |   |     |     | |               |
| 1 | Candice LeRae              | 4 de outubro de 2024 | Speed | Nashville | 1 | 189 | 188 | Derrotou Iyo Sky na final de um torneio e se tornou o campeão inaugural. A WWE reconhece que o reinado de LeRae começou em 9 de outubro de 2024 e terminou em 16 de abril de 2025, quando os episódios foram ao ar em atraso na fita. | [ 14 ] [ 15 ] |
| 2 | Sol Ruca                   | 11 de abril de 2025  | Speed | Seattle   | 1 | 60+ | 55+ | A WWE reconhece que o reinado de Ruca começou em 16 de abril de 2025, quando o episódio foi ao ar em atraso na fita. | [ 12 ] [ 13 ] |

## Reinados combinados
A partir de 10 de junho 2025.
| † | Indica a atual campeã |

| Posição | Lutadora      | Nº de reinados | Dias combinados | Dias combinados rec. pela WWE |
| ------- | ------------- | -------------- | --------------- | ----------------------------- |
| 1       | Candice LeRae | 1              | 189             | 188                           |
| 2       | Sol Ruca †    | 1              | 60+             | 55+                           |